# Municipio de Rush (Illinois)
El municipio de Rush (en inglés: Rush Township) es un municipio ubicado en el condado de Jo Daviess en el estado estadounidense de Illinois. En el año 2010 tenía una población de 380 habitantes y una densidad poblacional de 3,99 personas por km².

## Geografía
El municipio de Rush se encuentra ubicado en las coordenadas 42°24′55″N 90°2′36″O / 42.41528, -90.04333. Según la Oficina del Censo de los Estados Unidos, el municipio tiene una superficie total de 95.32 km², de la cual 95,32 km² corresponden a tierra firme y (0 %) 0 km² es agua.

## Demografía
Según el censo de 2010, había 380 personas residiendo en el municipio de Rush. La densidad de población era de 3,99 hab./km². De los 380 habitantes, el municipio de Rush estaba compuesto por el 98,95 % blancos, el 0,53 % eran afroamericanos, el 0,26 % eran asiáticos, el 0,26 % eran de otras razas. Del total de la población el 3,16 % eran hispanos o latinos de cualquier raza.